# Bláskógar
Ne doit pas être confondu avec Blaskó.
Bláskógar est une localité islandaise située à l'ouest de l'île dans la municipalité de Bláskógabyggð, et dans la région de Vesturland.

## Histoire
C'est à cet endroit que l'Alþing siégea pour la première fois.